# Perissocephalus tricolor
L'uccello cappuccino (Perissocephalus tricolor (Statius Müller, 1776)) è un uccello passeriforme della famiglia Cotingidae, unica specie ascritta al genere Perissocephalus Oberholser, 1899.

## Etimologia
Il nome scientifico del genere, Perissocephalus, deriva dall'unione delle parole greche περισσος (perissos, "straordinario") e κεφαλη (kephalē, "testa"), col significato di "dalla testa straordinaria", in riferimento all'aspetto inusuale: quello della specie, tricolor, deriva dal latino ed è un riferimento alla livrea di questi uccelli.

Il nome comune di questi uccelli è un chiaro riferimento alla testa "stempiata": essi non sono da confondere coi cappuccini australasiani del genere Lonchura, coi quali non hanno legami di parentela particolari.

## Descrizione

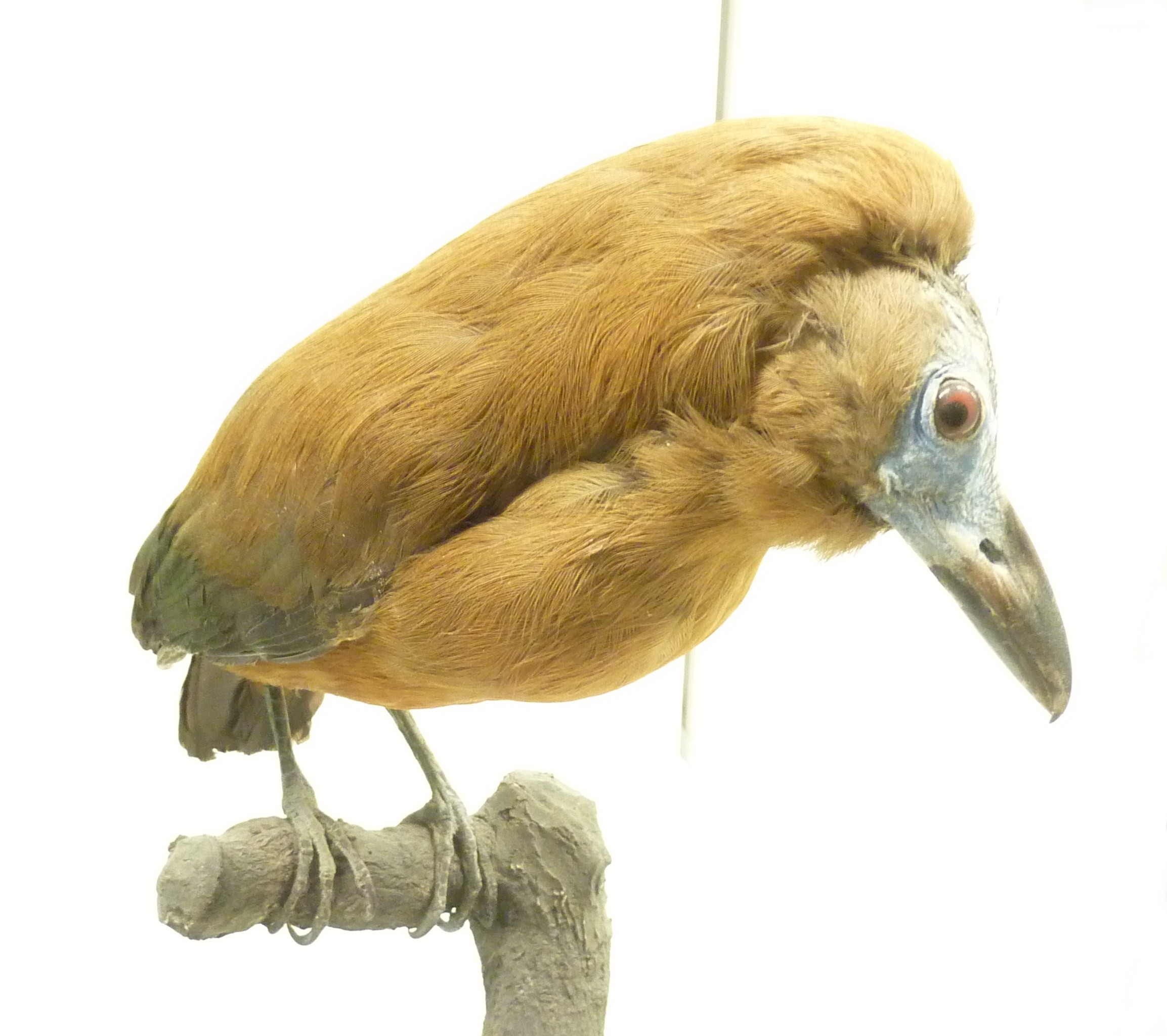
Esemplare impagliato.

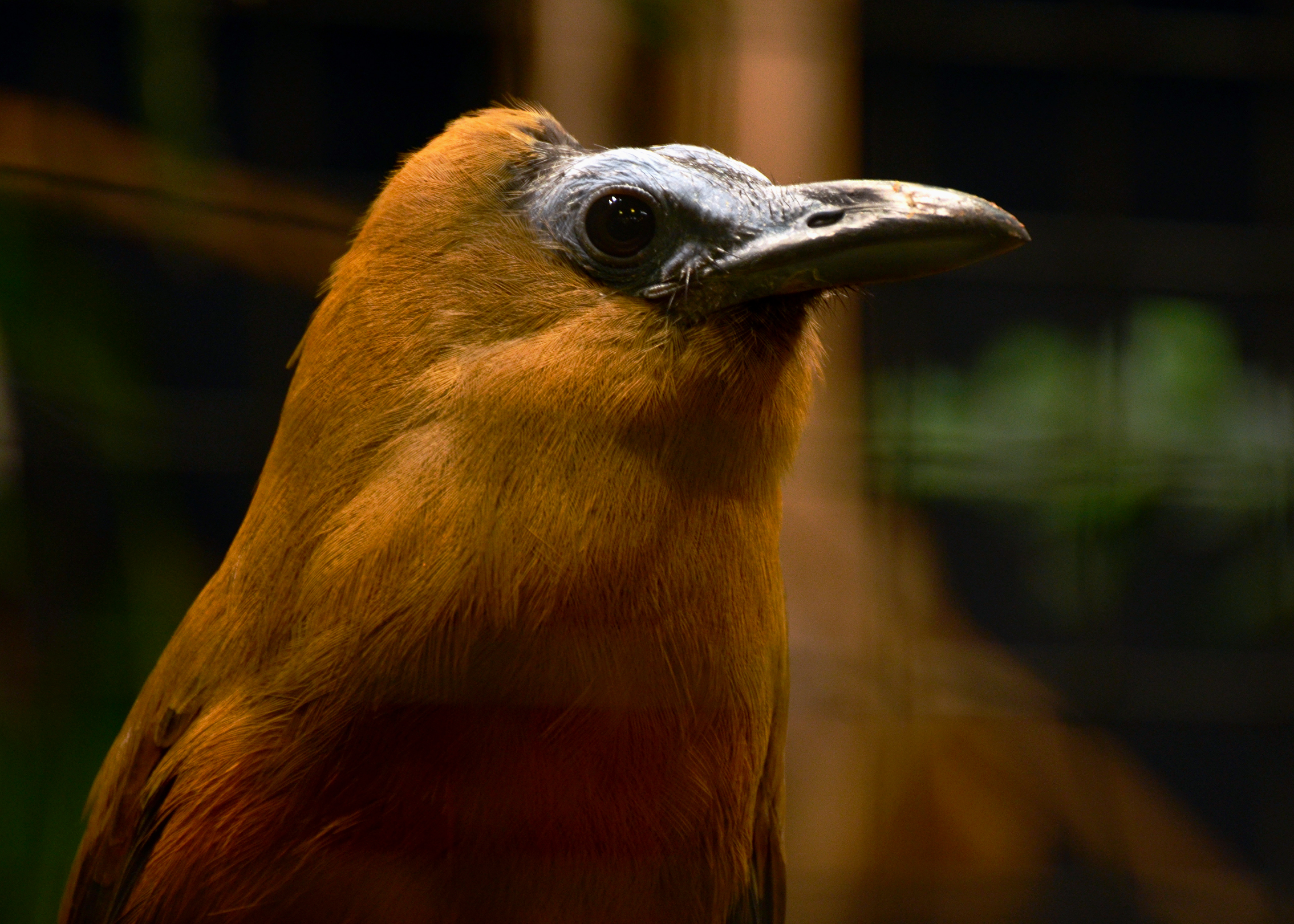
Primo piano di esemplare in cattività.

### Dimensioni
Misura 34,5-35,5 cm di lunghezza, per 267-402 g di peso: i maschi, a parità d'età, sono più grandi delle femmine anche di un terzo.

Tali dimensioni rendono l'uccello cappuccino uno dei cotingidi di maggiori dimensioni (secondo solo agli uccelli parasole del genere Cephalopterus, mentre in virtù del dimorfismo sessuale di questi ultimi le femmine di uccello cappuccino sono le più grandi in assoluto).

### Aspetto
Si tratta di uccelli dall'aspetto molto peculiare, muniti di testa calva con forte becco allungato simile a quello dei corvidi, dalla punta lievemente ricurva verso il basso, mentre il collo è taurino, il corpo è robusto ed arrotondato, le ali sono appuntite e larghe e la coda è corta e di forma squadrata.
Il piumaggio è di un caldo color nocciola uniforme su tutto il corpo, con tendenza ad assumere decise sfumature color arancio sul ventre e sul sottocoda, mentre sul dorso esso comincia a scurirsi, diventando nerastro su coda e remiganti.
La testa, glabra (sebbene nei subadulti sia presente un rado piumino), è di color grigio-azzurrino, mentre il becco e le zampe sono di colore nerastro.

Il dimorfismo sessuale è trascurabile, con femmine dalla livrea lievemente meno brillante rispetto ai maschi in special modo sul ventre.

## Biologia

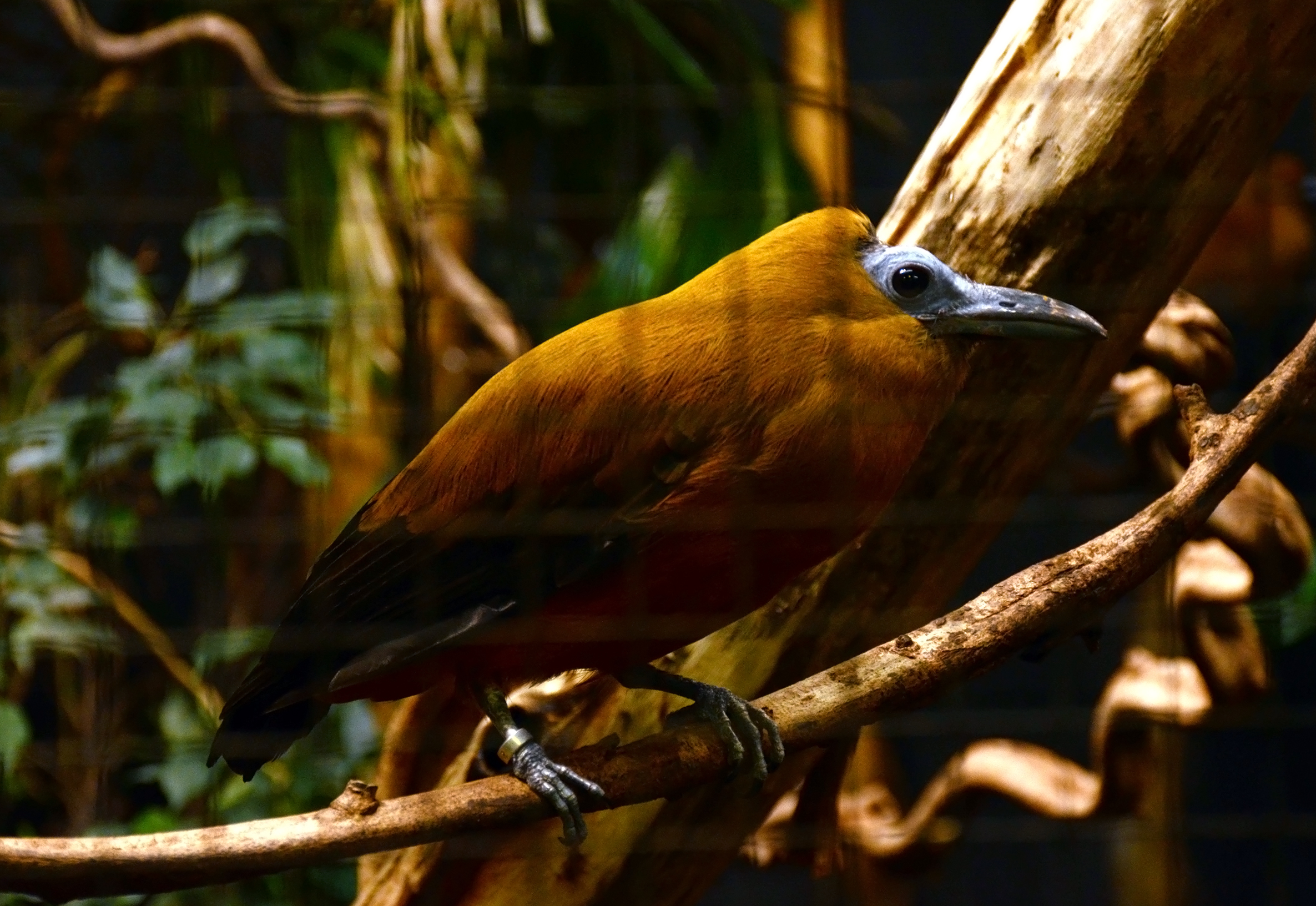
Esemplare in cattività a Villars-les-Dombes.

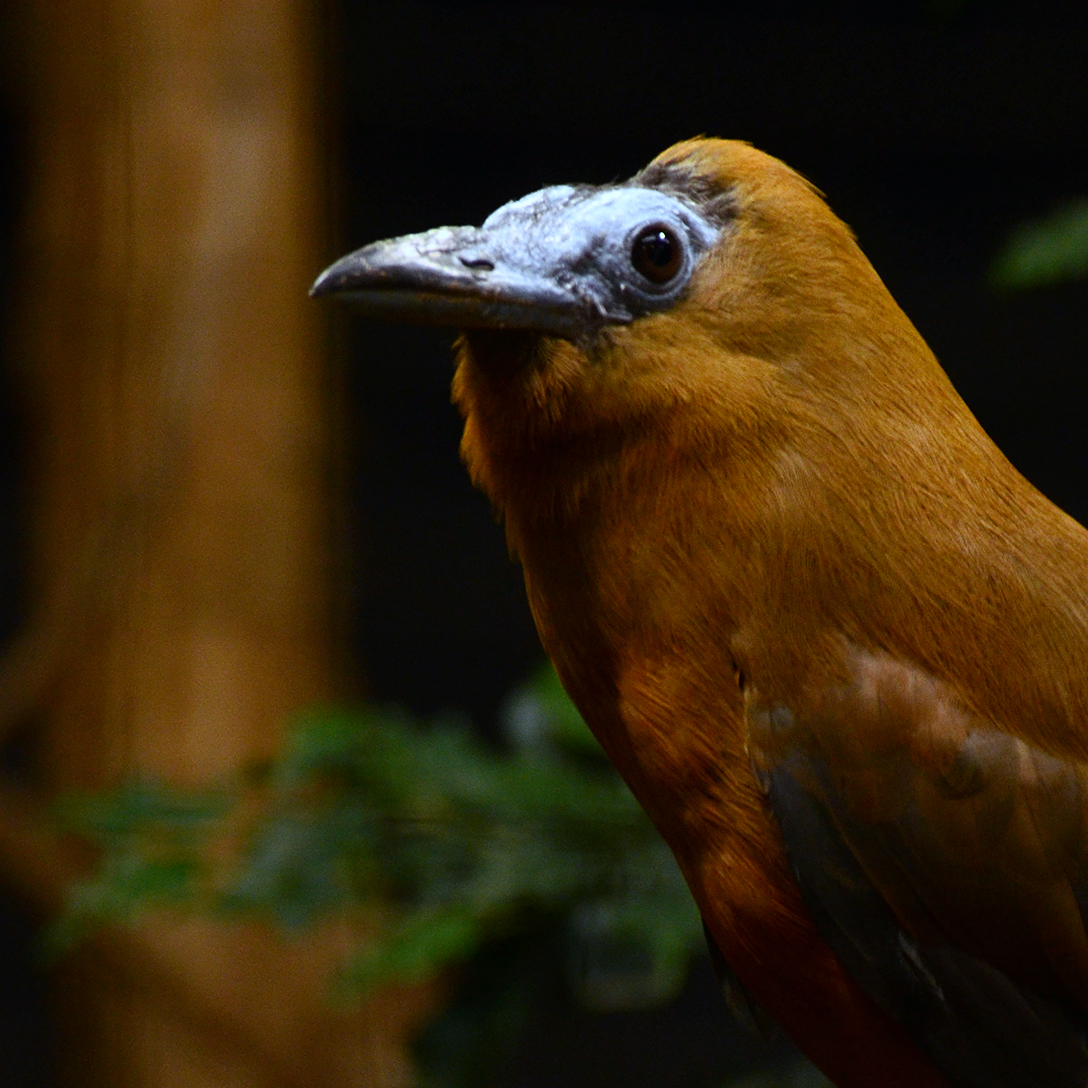
Primo piano di esemplare in cattività.

Si tratta di uccelli dalle abitudini di vita essenzialmente diurne, che vivono perlopiù da soli, muovendosi con circospezione nel folto del fogliame di cespugli ed alberi della foresta alla ricerca di cibo, mettendo sporadicamente potenti richiami che sono differenti nel maschio e nella femmina.

### Alimentazione
L'uccello cappuccino è onnivoro, nutrendosi di frutta e bacche mature, ma anche di grossi insetti e, sebbene sporadicamente, anche di piccoli vertebrati (un esemplare reperì e si cibò di un pipistrello).
Il cibo viene cercato fra la vegetazione cespugliosa e arborea, mentre è molto raro che questi animali scendano al suolo.

### Riproduzione
Il periodo degli amori va da dicembre a luglio: in questo lasso di tempo, i maschi competono fra loro in lek, disponendosi a una certa distanza gli uni dagli altri e gareggiando mediante forti richiami simili a muggiti lamentosi, che possono essere uditi anche ad una certa distanza e servono ad attrarre il maggior numero possibile di potenziali partner. Le femmine, invece, tendono a deporre in periodi differenti a seconda della zona dell'areale presa in considerazione (febbraio-aprile in Guyana, novembre-marzo in Suriname, luglio-ottobre in Guyana francese).
Le femmine osservano ed ascoltano più maschi, prima di scegliere quello col quale accoppiarsi: dopo l'accoppiamento, l'apporto del maschio alla riproduzione termina, tornando esso a competere nel lek, mentre la femmina sarà da sola a costruire il nido (a forma di coppa, fatto di rametti e costruito nel folto della vegetazione arborea), a covare le uova per circa tre settimane e ad occuparsi dei pulli, che schiudono ciechi ed implumi.

## Distribuzione e habitat
L'uccello cappuccino è diffuso nel nord dell'America meridionale, occupando un areale che comprende il massiccio della Guiana ed è delimitato a nord e a nord-ovest dall'Orinoco, a sud-ovest dal Rio Negro e a sud dal Rio delle Amazzoni, ed articolato fra Guyana, Suriname, Guyana francese, Venezuela sud-orientale e meridionale (stati di Bolívar e Amazonas), l'estremità orientale del dipartimento di Guainía in Colombia e gli stati brasiliani di Roraima, Amapá ed il nord di Amazonas e Pará.
L'habitat di questi uccelli è rappresentato dalla foresta pluviale di pianura sotto i 600 m, sebbene localmente (come in Venezuela) possa spingersi fino a 1400 m di quota.